# Grupčin
Grupčin (makedonska: Групчин) är en ort i Nordmakedonien. Den ligger i kommunen Želino, i den nordvästra delen av landet, 25 kilometer väster om huvudstaden Skopje. Grupčin ligger 559 meter över havet och antalet invånare är 744.